# Suzuka-Quasi-Nationalpark
Der Suzuka-Quasi-Nationalpark (japanisch 鈴鹿国定公園 Suzuka Kokutei Kōen) ist einer von über 50 Quasi-Nationalparks in Japan. Das Präfekturen Mie und Shiga sind für die Verwaltung des 29,893 ha großen Parks zuständig, davon befinden sich 17,184 ha in Shiga und 12,709 ha in Mie. Mit der IUCN-Kategorie V ist das Parkgebiet als Geschützte Landschaft/Geschütztes Marines Gebiet klassifiziert. Zum Park gehört die Suzuka-Bergkette mit folgenden Bergen über 1000 m:
- Oike-dake 1247 m
- Amagoi-dake 1238 m
- Gozaisho-dake 1212 m
- Kamaga-dake 1161 m
- Fujiwara-dake 1144 m
- Watamuki-yama 1110 m
- Ryūga-take 1099 m
- Shikaga-take 1092 m[1]